# Technisches Hilfswerk

Logo

Schriftzug

Die Bundesanstalt Technisches Hilfswerk (THW) ist die deutsche Zivil- und Katastrophenschutzorganisation des Bundes mit ehrenamtlichen Helfern und hauptamtlichen Mitarbeitern (§ 1 Abs. 3 THW-Gesetz) im Geschäftsbereich des Bundesministeriums des Innern. Die Anstalt hat ihren Sitz in Bonn-Lengsdorf. Das THW wurde am 22. August 1950 gegründet und ist seit dem 25. August 1953 eine nicht rechtsfähige Bundesanstalt des öffentlichen Rechts mit eigenem Verwaltungsunterbau. 
Vorläufer des Technischen Hilfswerks war die 1919 von Otto Lummitzsch, einem Pionieroffizier, gegründete Technische Nothilfe (TN), die bis 1945 existierte.

## Aufgaben

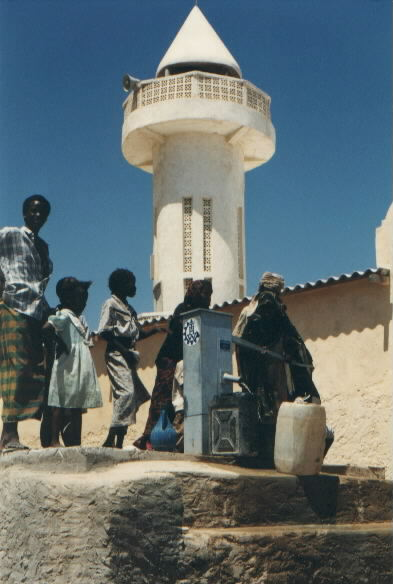
Vom THW errichteter Trinkwasserbrunnen in Somalia, 1993

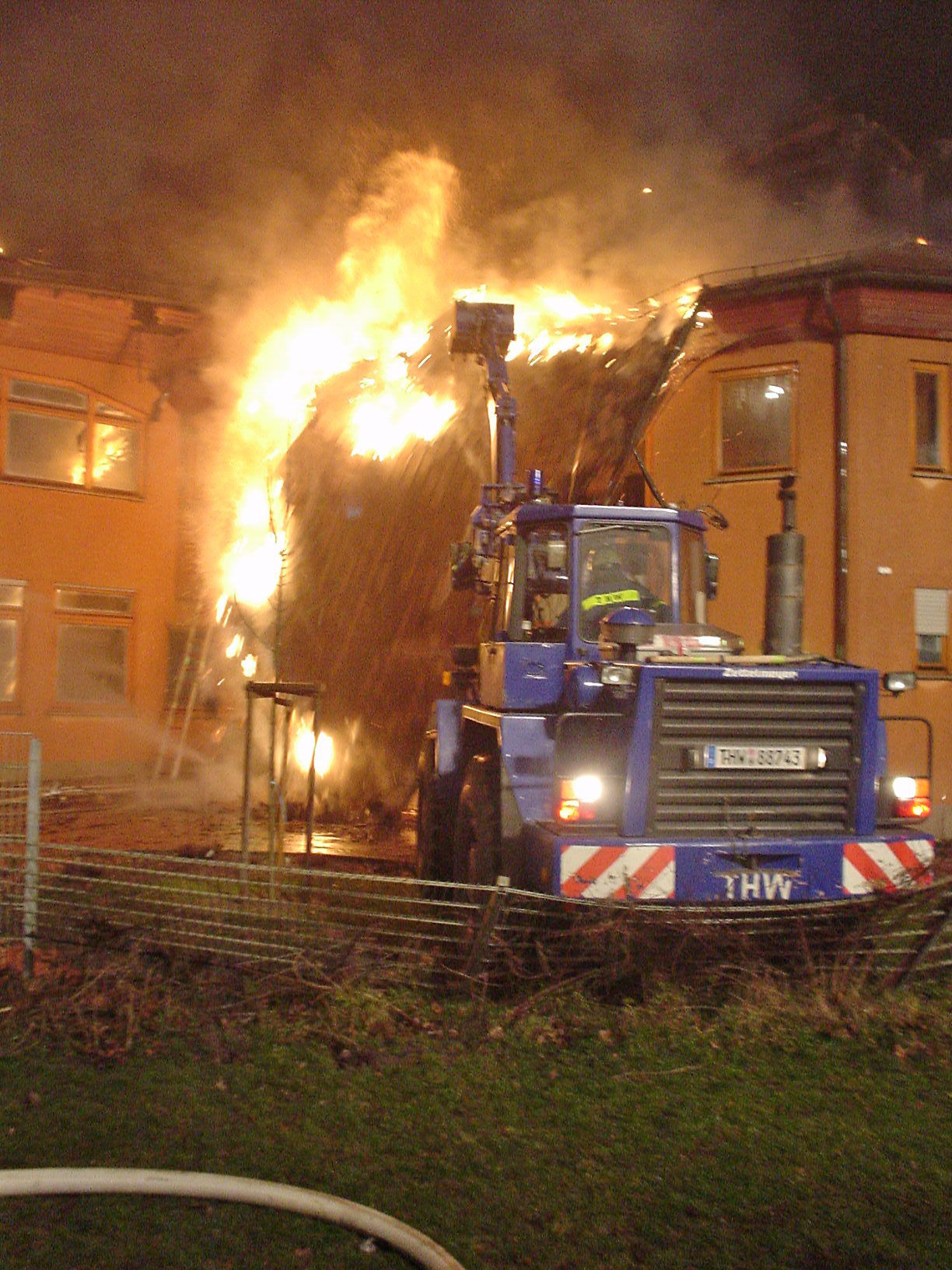
Im Rahmen der Amtshilfe für die Feuerwehr reißt ein Radlader des THW die Dachhaut einer brennenden Schule auf

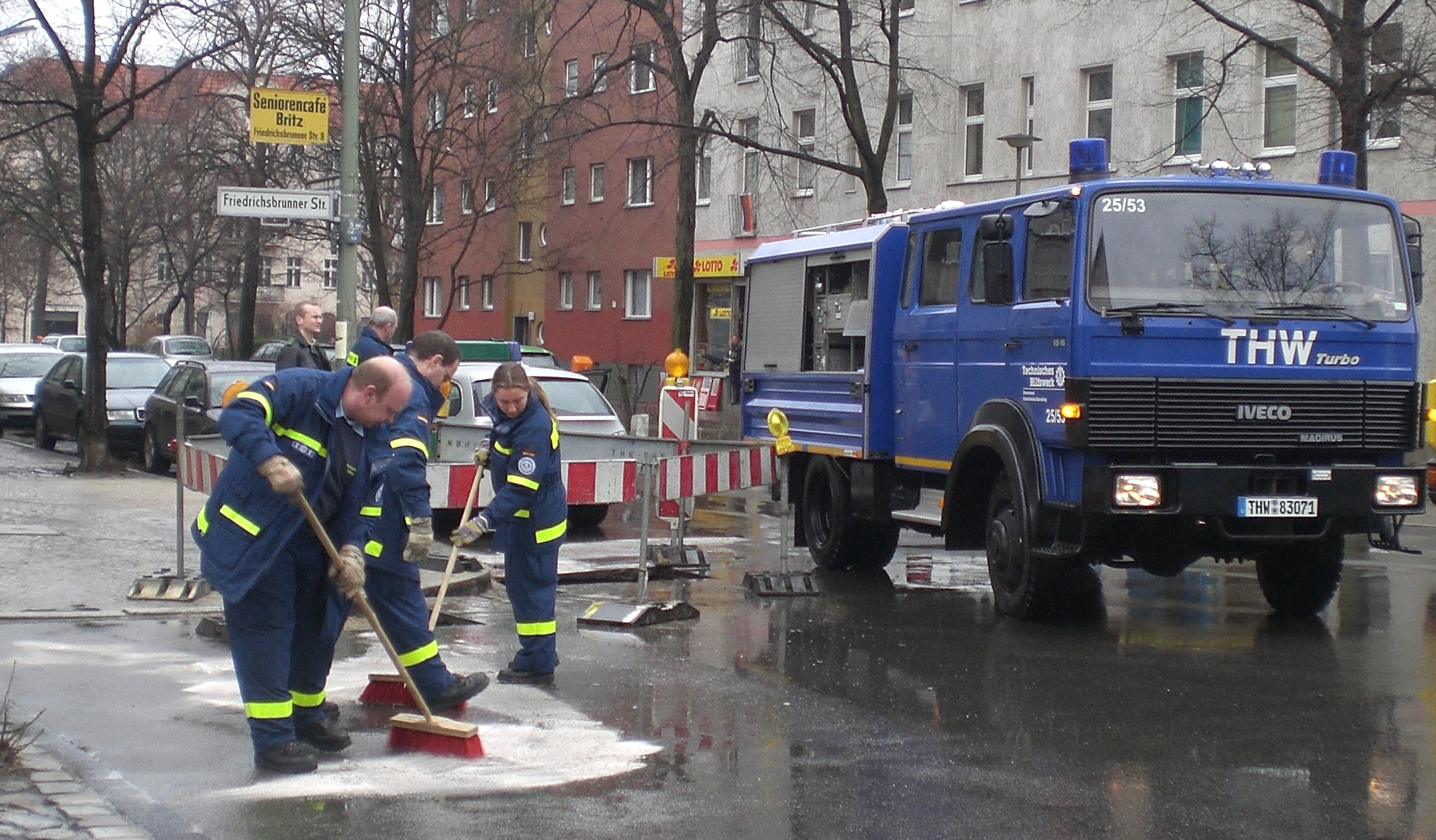
Im Auftrag der Feuerwehr beseitigt das THW in Berlin eine Ölspur

Die Aufgaben des THW sind durch das THW-Gesetz vom 22. Januar 1990 festgelegt, das am 1. Mai 2020 novelliert wurde.

### Technische Hilfe im Zivilschutz
Die Notwendigkeit des nicht-militärischen Schutzes der Zivilbevölkerung vor Kriegseinwirkungen und deren Beseitigung waren die hauptsächlichen Gründe für die Schaffung dieser Organisation. Mit dem gesetzlichen Auftrag wird heute direkt Bezug auf das Zivilschutz- und Katastrophenhilfegesetz genommen und damit auf die enge Zusammenarbeit von Bund und Ländern bei der Aufgabenbewältigung im Verteidigungsfall. Zur Erfüllung dieser Aufgabe stellt das THW flächendeckend Einrichtungen und Einheiten auf, die aus Helfern gebildet werden.
Das THW ist bewusst dem Bundesministerium des Innern und nicht dem Bundesministerium der Verteidigung (BMVg) unterstellt. Es ist ausdrücklich keine militärische oder paramilitärische Organisation. Im Verteidigungsfall stehen die THW-Helfer unter dem besonderen Schutz der vierten Genfer Konvention als zivile Nichtkombattanten, das heißt, sie dürfen nicht kämpfen, aber auch nicht angegriffen werden (ähnlich zu den Sanitätstruppen der Streitkräfte, die militärische Nichtkombattanten sind).

### Technische Hilfe im Ausland
Die Bundesrepublik Deutschland bietet einigen ausländischen Staaten vor allem bei Naturkatastrophen Hilfe an oder reagiert auf Hilfeersuchen anderer Staaten und bedient sich dabei u. a. der technischen und personellen Mittel des THW. Der Einsatz des THW als humanitärer Botschafter ist ein wichtiges Element im Rahmen internationaler Beziehungen, die Hilfe wird hierbei über das Auswärtige Amt vermittelt. Das THW hat für diese Zwecke bereits Ende der 1980er Jahre die Schnelleinsatzeinheiten Bergung Ausland (SEEBA) und seit 2004 die Wasser Ausland (SEEWA) aufgestellt, die innerhalb weniger Stunden weltweit Hilfe leisten können. In europäischen Nachbarländern kommen reguläre Einheiten mit teilweise mehreren hundert Helfern (z. B. Hochwasser in Südfrankreich im Dezember 2003) zum Einsatz. Daneben gibt es die im Rahmen des EU-Gemeinschaftsverfahrens entwickelten High Capacity Pumping Modules (HCP) und die durch das THW als Partner im EU-Mechanismus vorgehaltenen technischen Unterstützungsteams (Technical Assistance Support Teams (TAST)). Für die Logistikabwicklung der ins Ausland zu verlegenden Einheiten wurde die Schnelleinsatzeinheit Logistikabwicklung im Lufttransportfall (SEElift) aufgestellt.
Zur Unterstützung von UN-Einsätzen in den Bereichen Friedenssicherung und Friedenskonsolidierung bietet die Standing Engineering Capacity (SEC) Fähigkeiten zum schnellen Aufbau von Infrastruktur im Einsatzgebiet. Zusätzlich werden auch langfristige Entwicklungs- oder Wiederaufbauprojekte im Auftrag des UNHCR durchgeführt, beispielsweise in Bosnien und Herzegowina beim Aufbau der Stari most in Mostar oder auf dem afrikanischen Kontinent (z. B. Brunnenbau).

### Technische Hilfe im Katastrophenschutz auf Anforderung der zuständigen Stellen
Durch § 1 Abs. 2 Nr. 3. in Verbindung mit § 12 Zivilschutz- und Katastrophenhilfegesetz sowie die Katastrophenschutzgesetze mehrerer Bundesländer leistet das THW technische Hilfe, wenn eine Katastrophe, ein öffentlicher Notstand oder ein Unglücksfall größeren Ausmaßes eingetreten ist und die für die Gefahrenabwehr zuständigen Stellen das THW anfordern. Dies betrifft den Einsatz des THW in der örtlichen Gefahrenabwehr der Gemeinden, also durch die kommunalen Feuerwehren, aber auch für Rettungsdienste bei Massenanfällen von Verletzten. So hilft das THW bei vielen Unfällen, Unwettern, Erdrutschen oder Hochwassern. In der Vorbereitung auf solche Einsätze konzentriert sich das THW auf die im THW-Gesetz genannten großen Schadensereignisse. Der Einsatz folgt organisatorisch den Regeln der Amtshilfe.

### Erfüllung öffentlicher Aufgaben durch Vereinbarung
Über technische Hilfe im Zivilschutz, im Ausland oder im Katastrophenschutz kann das THW Vereinbarungen mit Bedarfsträgern abschließen. Beispielsweise können Einheiten des THW in eine örtliche Alarm- und Ausrückeordnung aufgenommen werden oder bestimmte Aufgaben planmäßig bei speziellen Katastrophenlagen übernommen werden. In einigen Bundesländern unterstützt das THW die Polizei im Rahmen der Technischen Hilfe auf Verkehrswegen.

### Sonstige Amtshilfe
Gemäß Artikel 35 des Grundgesetzes leistet das THW im Bedarfsfall Amtshilfe, auch wenn keine Katastrophe, ein öffentlicher Notstand oder ein Unglücksfall größeren Ausmaßes vorliegt. Dies betrifft zum einen kleinere Einsätze der örtlichen Gefahrenabwehr, wenn bestimmte Fähigkeiten des THW benötigt werden, zum anderen aber auch Anforderungen durch die Polizeien der Länder und des Bundes oder den Zoll (z. B. zur Beleuchtung oder logistischen Unterstützung). Auch andere Behörden wie Gesundheitsämter, Forstverwaltungen oder Bauverwaltungen fordern das THW im Rahmen der Amtshilfe an. Dabei greift das THW auf seine zur Aufgabenwahrnehmung im Zivilschutz und zur Katastrophenhilfe geschaffenen Potentiale an Technik und Organisation zurück.

### Einsatz im Rahmen privatrechtlicher Vereinbarung
Neben den im THW-Gesetz geregelten gesetzlichen Aufgaben und der allgemeinen Amtshilfe kann prinzipiell jede Person oder Firma das THW anfordern, sofern sich für das THW hieraus eine Ausbildungsmöglichkeit ergibt. Es kommt dann ein privatrechtlicher Vertrag zustande, wobei der Auftraggeber Gebühren leisten muss. Solch ein Einsatz ist in der Regel nur möglich, wenn die örtlich zuständige Industrie- und Handelskammer und/oder Handwerkskammer eine Unbedenklichkeitserklärung erteilt, dass keine Konkurrenz mit der Privatwirtschaft besteht. So stellen zum Beispiel geplante Baumfällungen ohne Gefahr im Verzug keine Rechtfertigung für einen Einsatz dar.
Weiterhin kann ein gebührenpflichtiger Einsatz für Dritte erfolgen, wenn das THW bereits im Rahmen der Amtshilfe an einer Einsatzstelle tätig ist und sich vor Ort ein Bedarf der Privatperson oder Firma an der Hilfeleistung des THW ergibt, z. B. an Aufräum-, Abstützungs- oder anderen Sicherungsarbeiten nach einem Brandereignis. In diesem Fall ist keine Unbedenklichkeitsbescheinigung erforderlich, sofern ein unmittelbarer zeitlicher und örtlicher Zusammenhang mit einer Amtshilfe besteht.

## Geschichte

### Gründungsjahre nach dem Zweiten Weltkrieg
Nach Auflösung der 1919 von Otto Lummitzsch gegründeten, aus der Technischen Abteilung der Garde-Kavallerie-Schützen-Division hervorgegangenen, Technischen Nothilfe durch die Hauptsiegermächte 1945 wurde Lummitzsch am 22. August 1950 vom damaligen Bundesminister des Innern, Gustav Heinemann, beauftragt, unter der Bezeichnung „Ziviler Ordnungsdienst“ eine ähnliche Organisation für die Bundesrepublik aufzubauen. Einen Monat später, am 16. September 1950, erhielt Lummitzsch von Heinemann den Auftrag, mit „den Arbeiten für die Aufstellung eines zivilen Ordnungsdienstes“ zu beginnen. Ab 20. Oktober 1951 wurde die Bezeichnung „Technisches Hilfswerk“ (THW) offiziell; diese Wortschöpfung war nicht neu, sondern bereits Titel einer TN-Werbebroschüre von 1920 gewesen.
In Erinnerung an die Erfahrungen mit der Technischen Nothilfe waren die Jahre 1950 und 1951 unter anderem durch Konflikte mit den Arbeitnehmervertretern gekennzeichnet. Insbesondere der Deutsche Gewerkschaftsbund (DGB) sowie die IG Metall sahen im neu aufgestellten THW zuvorderst eine „Streikbrecherorganisation“. Solche Vorbehalte verstärkten sich angesichts der offenkundigen personellen Kontinuität des THW-Führungspersonals. Neben Otto Lummitzsch übernahmen u. a. mit Erich Hampe (ehemals stellvertretender TN-Chef und seit 1952 – auch offiziell – im Bundesinnenministerium für den Aufbau des THW zuständig), Ludwig Röthenmeier und Josef Fornoni drei weitere ehemalige TN-Gründungsfiguren leitende Positionen im THW. Fornoni und Röthemeier waren bis 1945 im Reichsamt Technische Nothilfe tätig gewesen und standen zum Kriegsende im Generalsrang der Polizei. Neben der Tradition als „Streikbrecher“ war die NS-Vergangenheit seines Führungspersonals entscheidend für die gewerkschaftlichen sowie auch sozialdemokratischen Vorbehalte gegenüber der THW-Gründung. Durch die Konzentration auf andere Tätigkeitsfelder wie den Katastrophenschutz rückten diese Bedenken in den Hintergrund.
Im Februar und März 1953 wurde der erste Auslandseinsatz durchgeführt (Sturmflutkatastrophe in den Niederlanden). Durch die positive Berichterstattung führte er zu einer Steigerung der Akzeptanz des THW und zu einem regen Zulauf neuer Einsatzkräfte. Am 25. August 1953 wurde das THW durch den Errichtungserlass vom Bundesministerium des Innern eine nicht-rechtsfähige Bundesanstalt und diesem direkt unterstellt.
Das THW wurde unter anderem mit technischen Diensten im zivilen Luftschutz (später Zivilschutz) betraut.

### THW im Luftschutz und im Erweiterten Katastrophenschutz

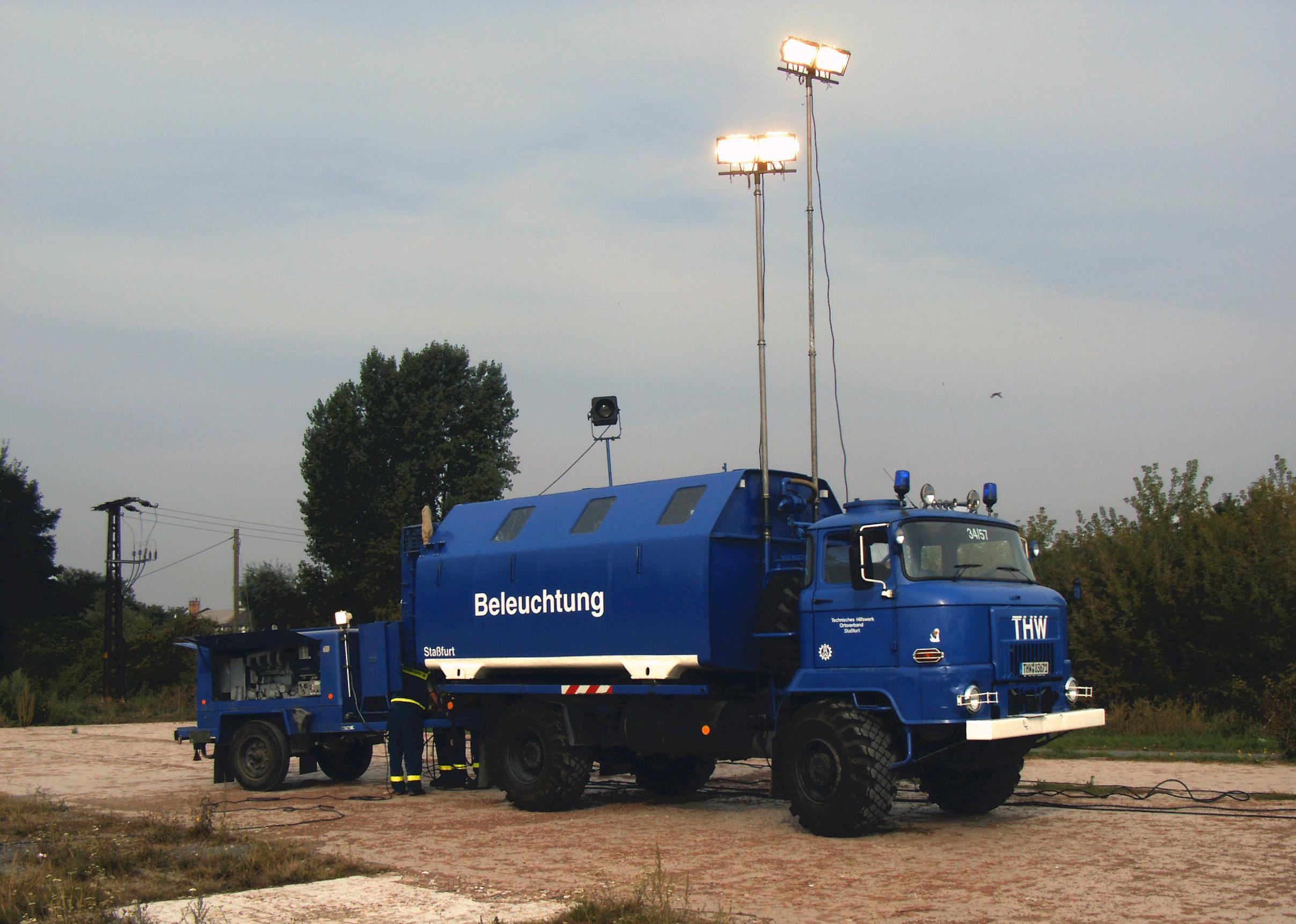
Leicht absetzbarer Koffer LAK II auf einem THW-L60 der ehemaligen NVA

Seit 1955 wurde das THW als Träger des Bergungs- und Instandsetzungsdienstes in den Luftschutzhilfsdienst (LSHD) einbezogen. Im Sommer 1955 verfügte das THW über 343 Ortsverbände. Je ein Landesverband wurde in den einzelnen Bundesländern eingerichtet. Mit Gründung der Bundesdienststelle für zivilen Bevölkerungsschutz im Jahre 1957 wurde das THW in diese Behörde eingegliedert. Der Personalbedarf wurde schnell gedeckt. Das große Problem der Anfangsjahre war die fehlende technische Ausstattung. Dabei schaffte Eigeninitiative Abhilfe, sodass viele Fahrzeuge damals im Privateigentum standen. Einige Ortsverbände waren zu Beginn lediglich mit einer Schubkarre zum Transport ausgestattet.
In den folgenden Jahrzehnten wurde die Ausrüstung, insbesondere durch die Ausstattung mit modernen Gerätekraftwagen (GKW) und Mannschaftstransportwagen (MTW), vervollständigt und modernisiert. Zudem wurde das THW insbesondere in den 1970er Jahren stärker von Hilfsdiensten in einem möglichen Kriegsfall auf den Einsatz bei Not- und Katastrophenlagen in Friedenszeiten ausgerichtet, analog zu anderen Einrichtungen des Zivilschutzes. Parallel stiegen die für das THW vorgesehenen Mittel im Bundeshaushalt von 8 Millionen D-Mark im Jahr 1970 auf mehr als 100 Millionen D-Mark in den 1980er Jahren. Seit der deutschen Wiedervereinigung befinden sich nicht nur Kraftfahrzeuge der Bundeswehr in den Reihen des THW, sondern auch Fahrzeuge der ehemaligen NVA wurden in die Ortsverbände integriert.

### Umorganisation nach dem Ende des Kalten Krieges
Mit dem THW-Helferrechtsgesetz vom 22. Januar 1990 wurde das THW zum 1. Januar 1993 wieder aus dem inzwischen so benannten Bundesamt für Zivilschutz herausgelöst und besteht fortan als unmittelbar nachgeordnete Bundesoberbehörde des Bundesinnenministeriums fort.
Im Jahr 1994 wurde aufgrund der weltpolitisch veränderten Lage eine Umorganisation erforderlich. Die Bergungs- und Instandsetzungszüge wurden aufgelöst und in flexiblere Technische Züge mit Fachgruppe (z. B. Infrastruktur oder Beleuchtung) aufgeteilt. Einige Teileinheiten des THW wurden damals an die örtlichen Feuerwehren (z. B. ABC-Züge) oder Sanitätsorganisationen (z. B. Fernmeldezüge) abgegeben und der Schwerpunkt wieder mehr auf die technische Hilfeleistung und den Bergungsdienst gelegt.
2020 stellte die Arbeitsgruppe Kritische Infrastrukturen (AG KRITIS) mit dem Cyber-Hilfswerk (CHW) ein mit BBK und BSI diskutiertes Konzept vor, das ehrenamtlich Ausgebildete und Fachkräfte von Privatunternehmen bei „Großschadenslagen“ der IT-Sicherheit als unterstützende Kräfte zuführen soll.

### Internationalisierung und ZMZ
Neben den nationalen Aufgaben ist das THW auch zunehmend in internationale Strukturen eingebunden. Die Zusammenarbeit mit den Vereinten Nationen, wie etwa in der seit 1991 bestehenden International Search and Rescue Advisory Group, wurde intensiviert. Am Katastrophenschutzverfahren der Europäischen Union (EU-Mechanismus) ist das THW seit 2001 mit verschiedenen Einheiten und Modulen beteiligt.
Am 8. Dezember 2008 unterzeichneten der Präsident des Technischen Hilfswerks, Albrecht Broemme, und der Generalinspekteur der Bundeswehr, General Wolfgang Schneiderhan, ein „Kooperationsprotokoll zwischen dem Bundesministerium des Innern, vertreten durch die Bundesanstalt Technisches Hilfswerk, und dem Bundesministerium der Verteidigung über die Zusammenarbeit bei Hilfeleistungen im In- und Ausland“. Danach kann das THW im Rahmen der Zivil-Militärischen Zusammenarbeit (ZMZ) Liegenschaften der Bundeswehr mitnutzen sowie gegenseitige Ausbildungsunterstützung leisten. Für Auslandseinsätze des THW wurden Vereinbarungen zum Mitflug von THW-Helfern in Transportflugzeugen der Bundeswehr, der medizinischen Mitversorgung von THW-Helfern in Einsatzsanitätseinrichtungen der Bundeswehr und zu verschiedenen Maßnahmen logistischer Unterstützung, z. B. Einbindung der THW-Helfer in die Feldpost- und Bargeldversorgung, getroffen.

## Direktoren/Präsidenten und Vizepräsidenten des THW
- 1952–1955: Otto Lummitzsch
- 1955–1958: Alexander Löfken
- 1958–1962: Rudolf Schmid
- 1962–1970: Hans Zielinski
- 1970–1974: Erhard Schmitt[22]
- 1974–1977: Hans Zielinski
- 1977–1985: Hermann Ahrens
- 1985–1986: Helmut Meier
- 1986–2002: Gerd Jürgen Henkel
- 2002–2006: Georg Thiel
- 2006–2019: Albrecht Broemme[23] / ab 2011: Vizepräsident: Gerd Friedsam[24]
- 2020–2023: Gerd Friedsam,[25] Vizepräsidentin: Sabine Lackner[26]
- seit 1. Juli 2023: Sabine Lackner[27] / seit 1. September 2023: Vizepräsident: Dierk Hansen[28]

## Organisation

### Makrodaten
Das THW hatte im Jahr 2022 86.117 ehrenamtliche Helfer, darunter 16.370 Junghelfer (Mitglieder der THW-Jugend e. V.). 2023 waren zudem rund 2.100 hauptamtliche Mitarbeiter beschäftigt. Mit dem Aussetzen der allgemeinen Wehrpflicht in Deutschland und der damit zusammenhängenden Option der Verpflichtung im Katastrophenschutz im Jahre 2011 ging auch die Zahl der aktiven Einsatzkräfte spürbar zurück: Diese fiel von 41.127 Ende 2010 auf 38.604 Ende 2012. Das entspricht einem Rückgang um 6 Prozent. Die Zahl der Frauen nahm hingegen in den letzten Jahren deutlich zu. Mit 11.351 Frauen lag der Frauenanteil 2022 bei den erwachsenen Ehrenamtlichen bei 16,72 Prozent.
| Jahr | Gesamtzahl THW-Angehörige | Einsatzkräfte* | Jugend | Frauen   | Einsatzstunden Inland |
| ---- | ------------------------- | -------------- | ------ | -------- | --------------------- |
| 2003 | 76.725                    | –              | 13.843 | –        | –                     |
| 2004 | 77.021                    | –              | 14.481 | –        | –                     |
| 2005 | 79.044                    | –              | 15.202 | –        | –                     |
| 2006 | 80.615                    | 41.279         | 14.696 | 7.489    | 901.000               |
| 2007 | 82.486                    | 41.945         | 15.497 | 7.792    | 623.000               |
| 2008 | 83.351                    | 42.039         | 15.203 | 7.937    | 392.000               |
| 2009 | 83.807                    | 41.887         | 15.497 | 8.086    | 494.000               |
| 2010 | 83.404                    | 41.127         | 14.696 | 8.209    | 856.000               |
| 2011 | 82.444                    | 39.326         | 14.791 | 8.696    | 570.000               |
| 2012 | 82.711                    | 38.604         | 15.098 | 9.187    | 349.000               |
| 2013 | 83.830                    | 38.781         | 15.264 | 9.873    | 1.862.000             |
| 2014 | 83.625                    | 38.986         | 15.072 | 10.149   | 455.519               |
| 2015 | 81.332                    | 66.601         | 14.731 | 10.576   | 1.108.489             |
| 2016 | 79.514                    | 64.406         | 15.108 | 10.874   | 448.763               |
| 2017 | 78.756                    | 63.286         | 15.470 | 11.265   | 478.085               |
| 2018 | 78.541                    | 62.695         | 15.846 | 11.654   | 698.138               |
| 2019 | 79.543                    | 63.363         | 16.180 | 12.229   | 667.542               |
| 2020 | 79.927                    | 64.550         | 15.377 | 12.525   | 1.124.398             |
| 2021 | 83.698                    | 68.506         | 15.192 | 13.732   | 3.747.161             |
| 2022 | 86.117                    | 69.747         | 16.370 | 11.351** | 1.088.470             |
| 2023 | 87.769                    | -              | 17.379 | 11.790   | 828.913***            |

* Bis zum Wegfall der Unterscheidung im Jahr 2015: Nur aktive Helfer, also abzgl. so genannter „Reserve-“ und „Althelfer“. 

** Ab 2022 umfasst der Frauenanteil nur noch die erwachsenen Helferinnen ohne weibliche Angehörige der THW-Jugend.
*** Im Jahresbericht 2023 werden nur die Einsatzstunden vermerkt. Nicht explizit wird genannt, ob diese nur im Inland absolviert wurden.
Quelle: THW-Jahresberichte 2005, 2010, 2014, 2015, 2016, 2017, 2018, 2019, 2020, 2021, 2022 und 2023. letzter Stand: Januar 2025
Als Behörde im Ressort des Bundesministeriums des Innern steht dem THW der Präsident vor. Derzeitige Präsidentin ist seit dem 1. Juli 2023 Sabine Lackner.
In die Verwaltungs- und Organisationsstrukturen sind 669 THW-Ortsverbände, davon ein virtueller als Organisationseinheit des Virtual Operations Support Team (VOST), 66 Regionalstellen, acht Landesverbände, drei Ausbildungszentren sowie die Bonner THW-Leitung eingebunden. In den Ortsverbänden sind ausschließlich ehrenamtliche Helfer tätig, in den anderen Organisationseinheiten wird hauptamtliches Personal beschäftigt.

### THW-Leitung
Die THW-Leitung mit Sitz in Bonn untersteht unmittelbar der Präsidentin und unterstützt sie bei ihren täglichen Amtsgeschäften. Der Hauptsitz der THW-Leitung ist in Bonn-Lengsdorf in einer gemeinsamen Liegenschaft mit dem Bundesamt für Bevölkerungsschutz und Katastrophenhilfe (BBK). Es werden zwei Außenstellen in Bonn-Lengsdorf bzw. Bonn-Duisdorf unterhalten.
Die Präsidentin ist in Besoldungsgruppe B 8 der Bundesbesoldungsordnung B eingruppiert.
In der Aufbauorganisation des THW gibt es seit 2018 über alle Ebenen (Leitung, Landesverbände, Regionalstelle) hinweg durchgängig die Stränge Einsatz (E), Einsatzunterstützung (U) und Ehrenamt (EA).
Auch in der THW-Leitung finden sich diese Stränge als Abteilungen E, U und EA. Hinzu kommen verschiedene Stabsstellen.
Durch erneute Umstrukturierung gliedert sich die THW-Leitung seit 2022 in:
- Präsident/in und Vizepräsident/in
- Stabsstelle Interne Revision, Compliance, Datenschutz
  - Interne Revision
  - Compliance, Korruptionsprävention
  - Behördliche Datenschutzbeauftragte
- Gleichstellungsbeauftragte
- Leitungsstab
  - Stab Strategie/Innovation
  - Stab Controlling
  - Stab Presse und Kommunikation (bis Ende 2023)
- Abteilung Einsatz (E) mit den Referatsgruppen
  - Einsatz (E I)
    - E I 1 Inland
    - E I 2 Ausland
    - E I 3 Forschungsprojekte
    - E I 4 Logistik

  - Technik (E II)
    - E II 1 Grundsatz Technik
    - E II 2 Technische Beschreibungen, Beschaffungssteuerung
    - E II 3 Grundsatz-IuK/IT-Sicherheit
    - E II 4 IuK-Betrieb
    - E II 5 Digitalfunk
    - E II 6 IT-Fachverfahren
- Abteilung Einsatzunterstützung (U) mit den Referaten
  - U1 Personalbetreuung
  - U2 Personalgewinnung/-entwicklung
  - U3 Organisation
  - U4 Finanzen
  - U5 Arbeitssicherheit, Gesundheitsschutz
  - U6 Recht
  - U7 Liegenschaften, Innerer Dienst
  - Umweltmanagementbeauftragte/r
- Abteilung Ehrenamt und Ausbildung (EA) mit den Referaten
  - EA1 Ehrenamt
  - EA2 Öffentlichkeitsarbeit
  - EA3 Grundsatz Ausbildung
  - EA4 Bundesfreiwilligendienst Zentralstelle
  - EA5 Bundesfreiwilligendienst Verwaltung
  - EA6 Pressearbeit und Kommunikation (ab Anfang 2024)

```
Die THW-Leitung gliederte sich bis 2022 in:
[
44
]
```

- Präsident und Vizepräsidentin
- Stabsstelle Revision, Compliance, Datenschutz mit
  - Interner Revision
  - Korruptionsprävention
  - Datenschutzbeauftragter
- den Leitungsstab, mit
  - Präsidialbüro
  - Strategie und Innovation
  - Interne Revision
  - Controlling
  - Presse- und Kommunikation
    - (Der Referatsleiter EA2 war zugleich der Pressesprecher des THW und in Zweitfunktion im Leitungsstab für den Bereich Presse/Kommunikation zuständig)[45][46]
- den Aufbaustab Bufdi 2000
- Abteilung Einsatz (E) mit den Referaten
  - E1 Inland
  - E2 Ausland
  - E3 Information und Kommunikation (IuK), Taktisch-Technische Betriebsstelle (TTB), Lage
  - E4 Logistik
  - E5 Technik
- Abteilung Einsatzunterstützung (U) mit den Referaten
  - U1 Personal
  - U2 Organisation und IuK-Architektur
  - U3 Finanzen und Recht
  - U4 Sicherheit, Gesundheitsschutz und Liegenschaften
- Abteilung Ehrenamt und Ausbildung (EA) mit den Referaten
  - EA1 Ehrenamt
  - EA2 Medien- und Öffentlichkeitsarbeit
    - (Der Referatsleiter EA2 war zugleich der Pressesprecher des THW und in Zweitfunktion im Leitungsstab tätig)[45][46]

  - EA3 Didaktik und Methodik, Ausbildungsmedien
  - EA4 Ausbildungsunterstützung
  - EA5 Ausbildungszentrum Hoya
  - EA6 Ausbildungszentrum Neuhausen

```
Bis 31. Dezember 2017 war die THW-Leitung wie folgt aufgebaut:
```

- Leitungsstab
  - Sachgebiet Presse- und Öffentlichkeitsarbeit
  - Interne Revision
  - Controlling
- Beauftragter für das Ehrenamt
- Abteilung Einsatz (E) mit den Referaten
  - E1 Grundsatz
  - E2 Ausland
  - E3 Kompetenzentwicklung
  - E4 Logistik
  - E5 Technik/TTB
- Zentrale Dienstleistungen (Z) mit den Referaten
  - Z1 Personal und Recht
  - Z2 Organisation
  - Z3 Finanzen, Liegenschaften
  - Z4 Sicherheit und Gesundheitsschutz (SuG)
  - Z5 Information und Kommunikation

### Aus- und Fortbildungszentrum
Das Aus- und Fortbildungszentrum (AFZ) wurde 2022 durch Ausgliederung der THW-Ausbildungszentren (AZ) sowie des Referates EA4 und Teilen des Referates EA3 aus der THW-Leitung neu gegründet. Es ist der THW-Leitung nachgeordnet.
Das AFZ gliedert sich wie folgt:
- Referat A1 Ausbildung Gestaltung/Entwicklung
- Referat A2 Ausbildungsunterstützung
- Ausbildungszentrum Brandenburg
- Ausbildungszentrum Hoya
- Ausbildungszentrum Neuhausen

Die Leitung des AFZ sowie die Referate A1 und A2 haben ihren Sitz in Bonn-Duisdorf.

#### Ausbildungszentrum Brandenburg
Das AZ Brandenburg (Brandenburg) wurde 2019 gegründet und betreut schwerpunktmäßig die Ausbildung der Personen, die im THW einen Bundesfreiwilligendienst ableisten. Weiterhin werden Softskill-Lehrgänge angeboten sowie einige Lehrgänge im Bereich der Einsatzausbildung. Ein Ausbau des Angebotes ist geplant.

#### Ausbildungszentrum Hoya
Das AZ Hoya (Niedersachsen) wurde 1959 als „Schwimmbrückenbauschule des Bundes“ gegründet. Zeitweise eine Außenstelle der Katastrophenschutzschule des Bundes in Ahrweiler, wurde es 1993 zur „THW-Bundesschule“ und schließlich 2018 in „Ausbildungszentrum“ umbenannt. In Hoya wird schwerpunktmäßig Ausbildung für die Themenbereiche Brückenbau, Räumen, Ölschaden, Wassergefahren, Trinkwasseraufbereitung, Elektroversorgung, Infrastruktur, Wasserschaden/Pumpen, Ortung und den OV-Stab angeboten. Hierfür werden sowohl Einsatzkräfte, als auch zum Teil Multiplikatoren qualifiziert. Zudem findet ein Großteil der Ausbildung für Gruppenführer und Truppführer hier statt oder wird von hier aus koordiniert.

#### Ausbildungszentrum Neuhausen
Das AZ Neuhausen (Baden-Württemberg) wurde 1995 aus der Katastrophenschutzschule Baden-Württemberg gegründet, wo bereits seit 1966 unter anderem Helfer des THW ausgebildet worden waren. In Neuhausen wird schwerpunktmäßig Ausbildung für Führungskräfte oberhalb der Gruppenführerebene angeboten, sowie für hauptamtliches Personal, das in Leitungs- und Koordinierungsstäben eingesetzt wird. Darüber hinaus ist die Ausbildung für Einsatzkräfte, die im Ausland tätig werden, in Neuhausen konzentriert. Weiterhin sind das Sprengwesen und die Ausbildung im Bereich Atemschutz und CBRN hier angesiedelt.

### THW-Landesverbände

Die acht Landesverbände des THW

Die acht Landesverbände sind die Ansprechpartner der obersten Landesbehörden sowie der Landesverbände anderer Organisationen und Stellen. Ihnen stehen die Landesbeauftragten vor.
Seit dem 1. Januar 2018 hat sich die Aufbaustruktur des THW verändert und weiter auf den Schwerpunkt als Einsatzorganisation ausgerichtet. Seitdem gibt es über alle Ebenen hinweg durchgängig die Stränge Einsatz (E), Einsatzunterstützung (U) sowie Ehrenamt und Ausbildung (EA). In den Landesverbänden wurden die Referate Einsatz (E), Einsatzunterstützung (U) sowie Ehrenamt und Ausbildung (EA) eingerichtet. Bis zum 31. Dezember 2017 gab es zwei Referate (Einsatz und Ehrenamt / zentrale Dienste) sowie die dem Landesbeauftragten zugeordneten Stellen Büromanagement und Kommunikation.
Derzeit sind die Landesverbände wie folgt aufgeteilt:
- Landesverband Baden-Württemberg mit Sitz in Stuttgart
- Landesverband Bayern mit Sitz in München
- Landesverband Berlin, Brandenburg, Sachsen-Anhalt mit Sitz in Berlin und den Sonderaufgaben THW-Informationszentrum und Wahrnehmung von Hauptstadtaufgaben, Zusammenschluss 23. September 1995[47]
- Landesverband Bremen, Niedersachsen mit Sitz in Hannover und den Sonderaufgaben Aufbau Ölschadensbekämpfung
- Landesverband Hamburg, Mecklenburg-Vorpommern, Schleswig-Holstein mit Sitz in Kiel, gegründet 23. März 1996[48]
- Landesverband Hessen, Rheinland-Pfalz, Saarland mit Sitz in Mainz
- Landesverband Nordrhein-Westfalen mit Sitz in Hilden (ebenfalls ab Mitte 2021 Sitz des Logistikzentrums)
- Landesverband Sachsen, Thüringen mit Sitz in Altenburg, gegr. 29. Juni 1996[49]

### THW-Logistikzentren
Das THW betreibt derzeit insgesamt vier Logistikzentren mit unterschiedlichen Aufgabenschwerpunkten.
Das Logistikzentrum Hilden ist organisatorisch Teil der THW-Leitung. Hier wird zentral die Einsatz- und Dienstbekleidung für Kräfte des THW gelagert, kommissioniert, versendet und auch zurückgenommen. Zudem wird hier Ausstattung für die Auslandseinheiten des THW bereitgehalten und im Einsatzfall für den Transport vorbereitet, wobei die örtliche Nähe zum Flughafen Köln/Bonn ein Grund für die Wahl des Standortes war. Darüber hinaus wird in Hilden verschiedene Ausstattung zentral für das THW vorgehalten.
Drei weitere Logistikzentren sind organisatorisch Landesverbänden zugeordnet:
- Logistikzentrum des Landesverbandes Baden-Württemberg in Ulm[50]
- Logistikzentrum des Landesverbandes Bayern in Elsenfeld, auch bezeichnet als „Logistikzentrum Obernburg“[51]
- Logistikzentrum des Landesverbandes Sachsen, Thüringen in Nohra (Grammetal)[52]

Das Logistikzentrum des Landesverbandes Bremen, Niedersachsen soll in der Region um Westerstede entstehen. Zwei zusätzliche Logistikzentren sind geplant.
An diesen Standorten wird THW-Ausstattung gelagert, ergänzende Zivilschutz-Ausstattung, Artikel der Nationalen Reserve Gesundheitsschutz sowie zum Teil ebenfalls Ausstattung für Auslandseinsätze. Die Logistikzentren dienen auch dem Umschlag von Hilfsgüterlieferungen im Auftrag der Bundesregierung.

### THW-Regionalstellen
In den Landesverbänden sind insgesamt 66 Regionalstellen eingegliedert, die als Servicestelle für die in ihrem Zuständigkeitsbereich liegenden Ortsverbände tätig sind und die Fachaufsicht im Namen des Landesbeauftragten ausüben. Die Regionalstellen werden von einem Leiter oder einer Leiterin geführt. Bis 31. Dezember 2017 hießen die Regionalstellen „Geschäftsstellen“, sie wurden von einem „Geschäftsführer“ oder einer „Geschäftsführerin“ geleitet.
| Landesverband Baden-Württemberg | Landesverband Bayern | Landesverband Berlin, Brandenburg, Sachsen-Anhalt | Landesverband Bremen, Niedersachsen | Landesverband Hamburg, Mecklenburg-Vorpommern, Schleswig-Holstein | Landesverband Hessen, Rheinland-Pfalz, Saarland | Landesverband Nordrhein-Westfalen | Landesverband Sachsen, Thüringen |
| ------------------------------- | -------------------- | ------------------------------------------------- | ----------------------------------- | ----------------------------------------------------------------- | ----------------------------------------------- | --------------------------------- | -------------------------------- |
| Biberach                        | Bad Tölz             | Berlin                                            | Braunschweig                        | Hamburg                                                           | Bad Kreuznach                                   | Aachen                            | Chemnitz                         |
| Freiburg                        | Bamberg              | Frankfurt (Oder)                                  | Bremen                              | Lübeck                                                            | Darmstadt                                       | Arnsberg                          | Dresden                          |
| Göppingen                       | Hof                  | Halle                                             | Buxtehude                           | Neumünster                                                        | Frankfurt                                       | Bielefeld                         | Erfurt                           |
| Heilbronn                       | Ingolstadt           | Magdeburg                                         | Göttingen                           | Schleswig                                                         | Gelnhausen                                      | Bochum                            | Leipzig                          |
| Karlsruhe                       | Karlstadt            | Potsdam                                           | Hannover                            | Schwerin                                                          | Gießen                                          | Dortmund                          |                                  |
| Mannheim                        | Kempten              |                                                   | Lingen                              | Stralsund                                                         | Homberg                                         | Düsseldorf                        |                                  |
| Stuttgart                       | Mühldorf             |                                                   | Oldenburg                           |                                                                   | Koblenz                                         | Gelsenkirchen                     |                                  |
| Tübingen                        | München              |                                                   | Verden                              |                                                                   | Merzig                                          | Köln                              |                                  |
| Villingen-Schwenningen          | Nürnberg             |                                                   |                                     |                                                                   | Neustadt a.d.W.                                 | Mönchengladbach                   |                                  |
|                                 | Schwandorf           |                                                   |                                     |                                                                   | Saarbrücken                                     | Münster                           |                                  |
|                                 | Straubing            |                                                   |                                     |                                                                   | Trier                                           | Olpe/Drolshagen                   |                                  |
|                                 |                      |                                                   |                                     |                                                                   |                                                 | Wesel                             |                                  |

### THW-Ortsverbände
Das Konzept des THW sieht für jeden Landkreis und für jede kreisfreie Stadt mindestens einen Ortsverband (OV) vor, deutschlandweit gibt es derzeit 669 Ortsverbände. Jedem Ortsverband steht der/die Ortsbeauftragte (OB) als ehrenamtlicher Dienststellenleiter vor. Der/die stellvertretende Ortsbeauftragte vertritt den/die OB bei Abwesenheit und leitet zudem den OV-Stab. Daneben steht mindestens ein Technischer Zug als Einsatzeinheit eines Ortsverbandes.
Helferinnen und Helfer haben in Ortsverbänden in aller Regel eine fest vorgesehene Erstfunktion, für welche sie ausgebildet werden. Abhängig von der Erstfunktion können weitere Zusatzfunktionen übernommen werden.

#### OV-Stab
Der OV-Stab bildet die Verwaltungseinheit eines Ortsverbands und dient der Führung und Organisation. Im Einsatzfall geht aus ihm der Leitungs- und Koordinierungsstab des Ortsverbandes hervor, der LuK-OV.
Folgende Mitglieder sind in einem OV-Stab tätig:
- Stellvertretender Ortsbeauftragter (Leiter des OV-Stabes, stv. OB)
- Ausbildungsbeauftragter (AB)
- Beauftragter für Öffentlichkeitsarbeit (BÖ)
- Ortsjugendbeauftragter (OJB)
- Verwaltungsbeauftragter (VwBe)
- Schirrmeister (SM)
- Koch OV / Köchin OV (Koch)

Des Weiteren sind in jedem Ortsverband zwei Fachberater (FaBe) vorgesehen, die dem Ortsbeauftragten direkt unterstellt sind. Diese beraten bei einer Einsatzlage die Einsatzleitung hinsichtlich der Fähigkeiten und Einsatzmöglichkeiten des THW.

#### Technischer Zug

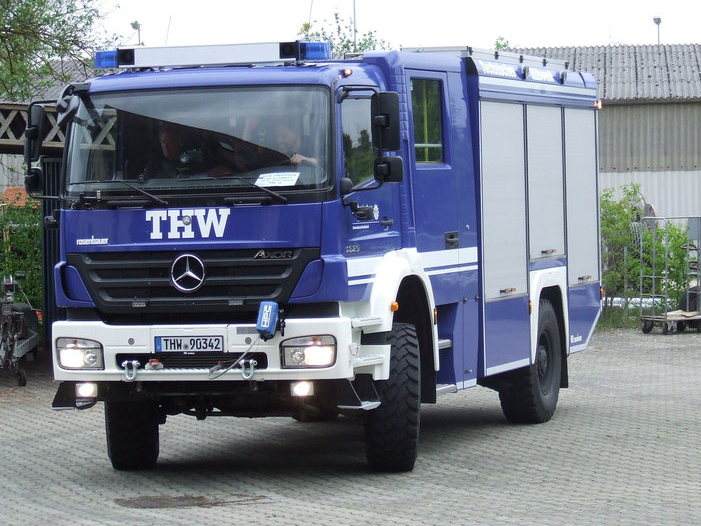
Der Gerätekraftwagen (GKW) kommt in der Regel zuerst zum Einsatz

Die operativen Einheiten sind über die Stärke- und Ausstattungsnachweisung (StAN) definiert, daraus ergibt sich eine bundesweite Einheitlichkeit, die bei großen Einsätzen wie zum Beispiel dem Elbehochwasser 2002 von Vorteil ist. Egal ob eine Einheit aus Bayern oder aus Schleswig-Holstein kommt, der Anforderer kann sich auf vergleichbare Fähigkeiten verlassen.
In den Ortsverbänden sind derzeit 713 Technische Züge (TZ) flächendeckend disloziert; dadurch ist eine schnelle Einsatzfähigkeit für die vielfältigsten Anforderungen sichergestellt.
Der Technische Zug untersteht dem Zugführer und besteht grundsätzlich aus dem Zugtrupp, der ihn unterstützt, mindestens einer Bergungsgruppe (B) und einer, bis maximal vier Fachgruppen.
Die Bergungsgruppe ist für den schnellen und mobilen Einsatz ausgerüstet. Die Bergungsgruppen sind flächendeckend in jedem Ortsverband vorhanden und stellen die Basis des THW dar. Verstärkt werden sie von den verschiedenen Fachgruppen oder verstärken ebendiese.
Der Funkrufname der THW-Einheiten lautet im analogen 2-m- und 4-m-Sprechfunk sowie im Digitalfunk „Heros“.

##### Zugtrupp
Der Zugtrupp (ZTr) dient der Führung des Technischen Zuges (TZ). Ihm obliegt die Koordination und Abwicklung von Einsätzen. Er richtet eine Befehlsstelle ein und betreibt diese für den Technischen Zug sowie ggf. für weitere unterstellte Einheiten/Teileinheiten. Ferner organisiert der Zugtrupp den Personal- und Materialeinsatz sowie die Logistik für die unterstellten Einheiten. Der Zugtrupp stellt die Verbindung zur übergeordneten Einsatzleitung (EL) bzw. Führungsstelle (FüSt) sowie zu benachbarten Einheiten bzw. Organisationen her und hält diese. Im Bedarfsfall bilden ein oder mehrere Zugtrupps eine THW-Führungsstelle ohne Stab.

##### Bergungsgruppe
Die Bergungsgruppe (B) ist die universellste Gruppe im Technischen Zug. Sie ist spezialisiert auf die Rettung und Bergung von Menschen, Tieren und Sachgütern nach Gebäudeschäden oder anderen Schadensereignissen. Zudem verfügt sie über Fähigkeiten zur Abstützung und zur Errichtung behelfsmäßiger Übergänge über Hindernisse oder flache Gewässer. Durch die personelle Aufstellung und die vorhandene Ausstattung ist die Bergungsgruppe auf die Bewältigung eines breiten Aufgabenspektrums ausgerichtet. Die Bergungsgruppe wird ergänzt und unterstützt durch die Fachgruppen bzw. unterstützt diese.
Die Bergungsgruppe gibt es in Varianten: die „Standard“-Bergungsgruppe in der Stärke 0/2/7/9, die über ein Einsatzgerüstsystem verfügt sowie die (erweiterte) Bergungsgruppe mit dem Abstützsystem Holz (B ASH) in der Stärke 0/2/10/12, die als Zusatzausstattung ein vorgefertigtes Holzsystem, einen Gabelstapler und einen Rungenanhänger besitzt.

##### Fachgruppe
Eine Fachgruppe ist eine Teileinheit des Technischen Zuges, bzw. eine Teileinheit eines Fachzuges mit speziellen überörtlichen oder -regionalen Einsatzaufgaben. Sie sind für Einsätze bei großen Schadenereignissen sowie für besondere Schadensfälle vorgesehen. Sie sind auf Grund des unterschiedlichen Bedarfs in ihrer jeweiligen Spezialisierung teilweise in geringerer Zahl vorhanden. Durch die auf überörtliche Zusammenarbeit ausgerichtete Struktur stellt dies aber kein Problem dar; jede Fachgruppe ist jederzeit deutschlandweit verfügbar. Innerhalb des Bereiches der jeweiligen Regionalstelle sollte jede Fachgruppe mindestens einmal vertreten sein (Ausnahme: Fachgruppen Bergungstauchen, Ölschaden, Brückenbau und Sprengen).
Derzeit existieren im THW folgende Fachgruppen: Bergungstauchen, Brückenbau, Elektroversorgung, Führungsunterstützung, Kommunikation, Infrastruktur, Logistik, Notversorgung und Notinstandsetzung, Ortung, Ölschaden, Räumen, Schwere Bergung, Sprengen, Trinkwasserversorgung, Wassergefahren, Wasserschaden/Pumpen sowie die Auslandseinheiten SEEBA (Schnell-Einsatz-Einheit-Bergung-Ausland), SEElift (Schnell-Einsatz-Einheit für Logistikabwicklung im Lufttransportfall) sowie SEEWA (Schnell-Einsatz-Einheit-Wasser-Ausland).

##### Eigenständige Trupps
Ein eigenständiger Trupp ist eine im Vergleich zur Fachgruppe kleinere Teileinheit des Technischen Zuges oder eines Fachzuges. Derzeit existieren der Trupp Einsatzstellensicherung, der Trupp Unbemannte Luftfahrtsysteme sowie der Trupp Mobiler Hochwasserpegel als Teile des Technischen Zuges sowie der Trupp Schwerer Transport als Teil des Fachzuges Logistik.

#### Fachzug Logistik
Im Rahmen des neuen taktischen Einheitenmodells wurde der Fachzug Logistik als Ersatz der bisherigen Fachgruppe Logistik eingeführt. Der Fachzug hat wie der Technische Zug einen Zugtrupp. Allerdings ist der Zugtrupp Logistik auf die Aufgabenschwerpunkte Beschaffung/Bevorratung und Erkundung von Logistiklagen spezialisiert. Außerdem gehören zum Fachzug Logistik eine Fachgruppe Logistik-Materialwirtschaft (LogM) und eine Fachgruppe Logistik-Verpflegung (LogV)sowie in seltenen Fällen ein Trupp Schwerer Transport. Weitere Teileinheiten mit spezialisierten Fähigkeiten im Bereich von Logistik und Versorgung werden zukünftig dem Fachzug Logistik zugeordnet. In jedem Regionalbereich ist ein Fachzug Logistik disloziert, wobei dieser nicht selten auf mehrere Ortsverbände aufgeteilt ist.

#### Fachzug Führung/Kommunikation
Im Rahmen des neuen taktischen Einheitenmodells wurde der Fachzug Führung/Kommunikation als Ersatz der bisherigen gleichnamigen Fachgruppe eingeführt. Der Fachzug hat wie der Technische Zug einen Zugtrupp. Allerdings ist der Zugtrupp Führung/Kommunikation auf die Aufgabenschwerpunkte Erkundung, Fernmeldewesen und Führungsunterstützung spezialisiert. Außerdem gehören zum Fachzug eine Fachgruppe Führungsunterstützung und eine Fachgruppe Kommunikation. Weitere Teileinheiten mit spezialisierten Fähigkeiten im Bereich der Kommunikation werden zukünftig dem Fachzug Führung und Kommunikation zugeordnet. In jedem Regionalbereich ist ein Fachzug Führung/Kommunikation disloziert.

#### Schnell-Einsatz-Gruppe
Um schnell auf Anforderungen der örtlichen Gefahrenabwehr reagieren zu können, können Ortsverbände Schnell-Einsatz-Gruppen bilden, die sich aus Material und Personal verschiedener (Teil-)Einheiten des Ortsverbandes zusammensetzen. Am häufigsten ist eine Schnell-Einsatz-Gruppe Bergung, die mit Material der Bergungsgruppe arbeitet, aber Personal anderer Teileinheiten einbindet, um eine möglichst kurze Ausrückezeit zu erreichen.

### Weitere Einheiten und Gruppierungen

#### Einsatznachsorgeteam (ENT)
Die Einsatznachsorgeteams leisten psychosoziale Betreuung für Einsatzkräfte des THW nach belastenden Einsätzen und Situationen. Sie arbeiten dabei nach den Grundsätzen der Stressbearbeitung nach belastenden Ereignissen. In jedem Landesverband des THW ist ein ENT aufgestellt.

#### Media Team (MT)
Die Media Teams können Stäbe und Führungseinheiten des THW sowie anderer Behörden bei Großschadens- und sonstigen Einsatzlagen sowie größeren Veranstaltungen durch Presse- und Medienarbeit sowie weitere Öffentlichkeitsarbeit unterstützen. Auch die Dokumentation gehört zu den Aufgaben. In jedem Landesverband sind ein bis zwei Media Teams aufgestellt.

#### Virtual Operations Support Team (VOST)
Das bundesweit einmal aufgestellte Virtual Operations Support Team kann Stäbe und Führungseinheiten des THW sowie anderer Behörden bei Großschadens- und sonstigen Einsatzlagen durch die systematische Auswertung der sozialen Medien unterstützen. Auch die Lageerkundung durch Bildauswertung und digitale Lagekartierung sind möglich. Das Team ist an die THW-Leitung angegliedert, besteht aber aus Ehrenamtlichen, die online zusammenarbeiten.

#### Bundesmusikzug
Seit dem Jahr 1987 unterhält das THW außerdem noch den Bundesmusikzug in Hermeskeil. Er hat jedoch nur repräsentativen Charakter für die Bundesanstalt. Der Musikzug tritt bei Eröffnungen, Jubiläen oder anderen Veranstaltungen in ganz Deutschland auf. Außerdem hat er zwei feste Termine im Jahr. Das sind der Rheinland-Pfalz-Tag sowie der Volkstrauertag. Im September 2011 gab der Bundesmusikzug seine Premiere in New York auf der Steubenparade.

#### Historische Sammlung
Die THW-historische Sammlung beschäftigt sich mit der Erforschung, Erfassung und Dokumentation der Geschichte des THW und seiner Vorläuferorganisationen. Die Sammlungen umfassen sowohl Dokumente, als auch Objekte, alte Geräte, frühere Bekleidung und historische Fahrzeuge.

### Auslandseinheiten und Module

#### SEEBA
Die SEEBA (Schnelleinsatzeinheit Bergung Ausland) wurde auf der Grundlage der bei der Erdbebenkatastrophe in Mexiko 1985 gewonnenen Erfahrungen entwickelt. Sie erfüllt die Qualitätskriterien der International Search and Rescue Advisory Group (INSARAG) der Vereinten Nationen (VN).

#### SEEWA
Die SEEWA (Schnelleinsatzeinheit Wasser Ausland) wird für Einsätze im Ausland vorgehalten. Die SEEWA kann als eigenständige Einheit autark operieren und ist weltweit zur notfallmäßigen Wasserversorgung durch Wasseraufbereitung einsetzbar. Vorwiegend wird sie in der Nothilfephase nach einem akuten Ereignis eingesetzt. Zusätzlich agiert die SEEWA als Unterstützungseinheit internationaler Organisationen der Vereinten Nationen oder der EU und ist außerdem als Modul „Water purification (WP)“ in das EU Gemeinschaftsverfahren integriert.

#### SEELIFT
Die SEELIFT (Schnelleinsatzeinheit Logistikabwicklung im Lufttransportfall) unterstützt die SEE und Fachgruppen bei Auslandsverwendungen. Die SEElift ist die Schnittstelle zum Flughafen und ermöglicht eine schnelle und reibungslose Abfertigung und gewährleistet die Einhaltung der Frachtbestimmungen.

#### SEC
Das THW kann auf Anfrage der Vereinten Nationen eine sogenannte „Standing Engineering Capacity“ (SEC) entsenden, die VN-Friedensmissionen bei deren Strukturaufbau und -betrieb unterstützt. Eine SEC-Einheit besteht aus maximal 30 Einsatzkräften, die innerhalb von 72 Stunden in das jeweilige Einsatzgebiet disloziert werden können. Dort sind sie als Fachkräfte am Aufbau von Infrastruktur, Technik, Logistik und Administration in VN-Friedensmissionen beteiligt. Die SEC soll insbesondere in den Bereichen Wasserversorgung und -entsorgung, Elektroversorgung und -verteilung (u. a. Generatoren), Holzbau und Holzverarbeitung, Metallbau und -verarbeitung, Hoch- und Tiefbau sowie gegebenenfalls im Kraftfahrzeugbereich (Werkstatt) schnell abrufbare Unterstützung leisten. Die Ausstattung der SEC des THW kann modular zusammengestellt werden.

#### HCP
Im Rahmen des europäischen Gemeinschaftsverfahrens hat das THW – entlang der technischen Vorgaben der EU-Kommission – je Landesverband ein „High-Capacity-Pumping-(HCP)“-Modul aufgestellt. Ziel dieser Aufstellung war es, das im THW bereits vorhandene, umfangreiche Fachwissen im Bereich der FGr Wasserschaden/Pumpen in den europäischen Katastrophenschutz einzufügen und künftig standardisierte und leistungsfähige Einheiten für Pumparbeiten in Hochwassergebieten und zur Wasserbereitstellung bei Waldbränden in ganz Europa bereitzuhalten.

#### TAST
Primäre Aufgabe des vom THW entwickelten Technical Assistance and Support Teams (TAST) ist es, Erkundungs- und Koordinierungsexperten der EU zu begleiten und deren Arbeitsfähigkeit durch administrative, technische und logistische Unterstützung sicherzustellen.

#### ETS
Im Rahmen eines EU-Projektes (siehe auch Projekte) stellte das THW gemeinsam mit der schwedischen Zivilschutzbehörde MSB seit Anfang 2010 ein „Emergency Temporary Shelter“ (ETS) – Modul auf. Insgesamt können Not- und Behelfsunterkünfte für bis zu 1000 Personen sowie die notwendige Camp-Infrastruktur (Wasser-, Stromversorgung, Abfallmanagement etc.) bereitgestellt werden.

#### FRB
In Zusammenarbeit mit der Deutschen Lebens-Rettungs-Gesellschaft (DLRG) wird ein weiteres Auslandsmodul umgesetzt. Das Ziel dieses Moduls sind „Bergungs- und Rettungseinsätze unter Einsatz von Booten bei Überschwemmungen“ (Flood Rescue using Boats (FRB)). Zum Einsatz kommt das Modul in bis 1.500 km Entfernung entlang der Außengrenzen der Bundesrepublik Deutschland.

## Kooperationen
Das THW betreibt zahlreiche Kooperationen. Auf lokaler Ebene werden Kontakte zu Feuerwehren, Sanitätsdiensten und Stadtverwaltungen gepflegt. Dies ist für die Einsatztätigkeit des THW sehr wichtig, da es fast immer im Auftrag dritter tätig wird. Der Landesverband Bayern des THW hat beispielsweise mit dem Deutschen Amateur-Radio-Club (DARC) am 13. Oktober 2014 einen Kooperationsvertrag geschlossen. Darin wird vereinbart:
- die Unterstützung des DARC für das THW durch die Herstellung von drahtlosen Fernmeldeverbindungen soweit andere Fernmeldeverbindungen nicht oder nicht ausreichend zur Verfügung stehen
- zur Vorbereitung auf eventuelle Unterstützungseinsätze werden gemeinsame Ausbildungsveranstaltungen und Funkübungen durchgeführt

Aufgrund der Fähigkeiten des THW zur Instandsetzung von Infrastruktur und Aufbau einer Notversorgung in den Bereichen Elektrizität, Trinkwasser und Abwasser kooperiert das THW auch mit privatwirtschaftlichen Unternehmen. Beispiele sind die Deutsche Bahn, die Deutsche Vereinigung für Wasserwirtschaft, Abwasser und Abfall und Energieversorgungsunternehmen.
Im Zuge des Projekts KulturGutRetter (KGR) entwickelt die Bundesanstalt gemeinsam mit dem Deutschen Archäologischen Institut (DAI) und dem Römisch-Germanischem Zentralmuseum (RGZM) und Unterstützung des Auswärtigen Amtes und des Deutschen Bundestages einen „Mechanismus zur schnellen Hilfe für Kulturerbe in Krisensituationen“ wie Naturkatastrophen, Klimafolgen und Konflikten, um gefährdete Kunstschätze und Kulturgüter auf Anforderung zu bergen und sichern zu können. Laut Michelle Müntefering soll das modulare Konzept unter anderem über mobile Labore zur Konservierung verfügen.
Daneben sind das THW und dessen Stiftung seit vielen Jahren Förderer und Partner in zahlreichen anwendungsorientierten Forschungsprojekten.

## THW-Jugend
Die THW-Jugend ist die Jugendorganisation des Technischen Hilfswerks seit 1984. Sie hat sich zum Ziel gesetzt, Kinder ab sechs Jahren spielerisch an die Arbeit des THW heranzuführen und so mögliche Interessenten für den aktiven Dienst im THW mit 18 Jahren zu finden. Es besteht die Möglichkeit, eine der Minigruppen zu besuchen. Die THW-Jugend gehört jedoch nicht zur Bundesanstalt Technisches Hilfswerk, sondern ist ein eigenständiger eingetragener Verein. Diese Regelung wurde mit dem Hintergedanken getroffen, keine staatliche Jugendorganisation zu unterhalten.
In den Jugendgruppen des THW lernen die jungen Mitglieder den Umgang mit der Ausrüstung und machen Teamübungen. Sie haben auch die Chance, verschiedene Leistungsabzeichen in den Stufen Orange, Blau, Bronze, Silber und Gold zu bekommen. Diese Aktivitäten ergänzen die regelmäßigen Jugendzeltlager und anderen Events und helfen, die Jugendlichen auf einen möglichen späteren aktiven Dienst im THW vorzubereiten.
Um die Kameradschaft zwischen den Jugendlichen der einzelnen Jugendgruppen zu fördern, werden verschiedene Jugendzeltlager von Ortsverbands- bis hin zur Bundesebene im In- und Ausland ausgerichtet. Das Bundesjugendlager wird alle drei Jahre, jeweils abwechselnd durch eine andere Landesjugendleitung, mit rund 5.000 Teilnehmern aus dem gesamten Bundesgebiet veranstaltet. Die Jugendlichen reisen in der Regel mit THW-Dienstfahrzeugen an und sind in Gemeinschaftszelten untergebracht.
Daneben werden auch auf Landes- und Ortsebene Zeltlager, zum Teil mit anderen Jugendverbänden, durchgeführt. Ziel dieser Veranstaltungen ist es, den Kontakt zwischen den einzelnen Jugendgruppen und deren Junghelfern herzustellen und bestehende Freundschaften zu intensivieren.

## Helfervereinigungen
Eine immer wichtigere Rolle spielen innerhalb des Technischen Hilfswerks die sogenannten THW-Helfervereinigungen. Diese sind meist gemeinnützige Vereine, die es sich zur Aufgabe gemacht haben, das Technische Hilfswerk von außen zu unterstützen. Die Helfervereinigungen stehen außerhalb der Behördenstruktur und unterstützen die Helfer und Ortsverbände durch eigene Angebote und Spenden. So zum Beispiel können sich die Helfer als Mitglieder einer Helfervereinigung für Fälle der Berufsunfähigkeit absichern. Zentraler Zweck der THW-Helfervereinigungen ist meist die Beschaffung von Einsatzmaterial, das nicht aus Mitteln der Bundesanstalt beschafft werden kann oder darf. Manche Helfervereinigungen haben sich zum Beispiel das Ziel gesetzt, die im THW vorhandene kameradschaftliche Kommunikation weiter auszubauen. Eine große Rolle in diesem Zusammenhang spielen die großen Kommunikationsplattformen außerhalb des bundeseigenen THW-Extranets.

## Einsatz
Im Rahmen der Einsatztaktik und Einsatzorganisation des THW unterscheidet das THW Einsatzstruktur und THW-Struktur. Einsatzstruktur bezeichnet im Einsatzfall den Zuständigkeitsbereich von Einsatzleitungen und Führungsstellen. In diesen Bereich werden THW-Potenziale entsandt. Die THW-Struktur umreißt den Zuständigkeitsbereich, in dem das THW im Einsatzfall Leitungs-, Koordinierungs-, Unterstützungs- und sonstigen operativen Maßnahmen innerhalb seiner eigenen Struktur und somit außerhalb der Einsatzstruktur vornimmt.

### Bedeutende Einsätze

#### Inland
- 1954: Hilfeleistung durch 3.000 THW-Helfer bei der Überschwemmung in Bayern 1954.[75]
- 1962: Bei der Sturmflut 1962 an der Nordsee kommt das THW aus fünf Landesverbänden zum Einsatz. Es war der bis dahin größte Einsatz des THW.[75]
- 1975: 1.000 THW-Helfer waren beim Brand in der Lüneburger Heide im August 1975 im Einsatz.[75]
- 1997: Das Oderhochwasser 1997 war mit 54 Einsatztagen und mehr als 7.200 THW-Einsatzkräften aus 392 Ortsverbänden der erste große Einsatz nach der Wiedervereinigung.
- 2002: Der zweitgrößte Einsatz in der Geschichte des THW war das Elbhochwasser 2002, bei welchem 24.000 Einsatzkräfte mit 1.750.000 Stunden und technischem Gerät im Einsatz waren.
- 2005: Beim Münsterländer Schneechaos im November 2005 wurden über 270 Notstromaggregate des THW aus dem gesamten Bundesgebiet für die Versorgung der Region eingesetzt.
- 2006: 800 THW-Helfer leisteten beim Elbhochwasser 2006 Hilfe.
- 2007: Bundesweit wurde das THW zur Beseitigung der Sturmschäden durch den Orkan Kyrill am 18. und 19. Januar 2007 angefordert. Hier war fast die Hälfte aller Ortsverbände mit ca. 5.500 Einsatzkräften eingesetzt.
- 2013: Bei Hochwasser in Bayern und Teilen des Ostens Deutschlands Hochwassereinsatz 2013 waren über 16.000 THW-Einsatzkräfte in sechs Wochen rund 1.600.000 Stunden im Einsatz.
- 2014: Nach dem Unwetter Ela im Juni 2014, das in Nordrhein-Westfalen starke Schäden verursachte, unterstützten rund 4.000 THW-Einsatzkräfte die Aufräumarbeiten.
- 2014: Im Zuge der Flüchtlingskrise in Deutschland war das THW von Anfang 2014 an der Flüchtlingshilfe beteiligt. Im Zeitraum bis März 2016 waren ca. 16.000 Helfer aus allen Landesverbänden eingesetzt. Dabei wurden vor allem logistische, technische und personelle Unterstützung bei der Einrichtung, der Instandhaltung und kurzzeitig auch dem Betrieb von Unterkünften geleistet.
- 2018: Beim Moorbrand bei Meppen im September und Oktober 2018 waren über mehrere Wochen 1.900 Helfer aus mehr als 150 Ortsverbänden aus ganz Deutschland mit 93.000 Arbeitsstunden im Einsatz.[76] Der Schwerpunkt lag auf den Bereichen Führungsunterstützung und Pumparbeiten.[76]
- 2019: Schneeeinsatz in Bayern und Baden-Württemberg. Hier waren zeitweise täglich mehr als 1.300 ehren- und hauptamtliche THW-Kräfte im Einsatz.[77][78]
- 2020: Im Rahmen der COVID-19-Pandemie ist das THW deutschlandweit in verschiedenen Bereichen tätig. Zu Beginn waren der Transport von Schutzausrüstung für Behörden sowie die Bereitstellung von Material (Zelte/Zeltheizungen, Leuchtmittel …) und Personal für den Aufbau von Teststationen oder Behelfskrankenhäusern eine Hauptaufgabe des THW. In Spitzenzeiten waren täglich bis zu 1200 Kräfte im Einsatz, später regelmäßig mehr als 100.[79] Im weiteren Verlauf übernimmt das THW Aufgaben wie den Aufbau zusätzlicher Infrastruktur (z. B. zusätzliche Waschbecken, Spuckschutzwände) zur Umsetzung von Hygienemaßnahmen und Unterstützung beim Betrieb von Kontrollstellen (z. B. Stromversorgung, Beleuchtung).[80] Auch im Rahmen der Kontaktnachverfolgung bei steigenden SARS-CoV-2-Infektionszahlen wurden THW-Kräfte angefordert.[81] Deutschlandweit half das THW beim Aufbau von Impfzentren.[82][83] Innerhalb des ersten Jahres leisteten mehr als 11.000 THW-Kräfte insgesamt rund 700.000 Einsatzstunden.
- 2021: Bei der Hochwasserkatastrophe durch Starkregen im Juli 2021 halfen ca. 15.000 Einsatzkräfte aus dem gesamten Bundesgebiet in den am stärksten betroffenen Gebieten in Bayern, Nordrhein-Westfalen und Rheinland-Pfalz. Dabei wurden über 2.200.000 Einsatzstunden geleistet,[84] womit es sich um den bis dato größten Einsatz der THW-Geschichte handelt. Erstmals waren alle 668 Ortsverbände in einem Einsatz tätig, wobei sämtliche Fachgebiete gefragt waren. Es waren bis zu 4.000 Einsatzkräfte gleichzeitig im Einsatz. Unter anderem wurden Behelfsbrücken mit einer Gesamtlänge von mehr als 630 m im Schadensgebiet errichtet.
- ab 2022: Seit Beginn des russischen Überfalls auf die Ukraine im Februar 2022 hat das THW bis Mai 2023 mindestens 419 Hilfstransporte (davon 348 direkt für die Ukraine, die übrigen in Nachbarstaaten der Ukraine) durchgeführt. Es ist damit der größte Logistikeinsatz in der Geschichte des THW.[85]

## Ausbildung
Die Ausbildung im THW wird durch die THW-Dienstvorschrift 2 (THW-DV 2) geregelt. Danach ist die Ausbildung in drei Stufen gegliedert.
Die Helfer des THW durchlaufen zunächst die Grundausbildung und erlangen dadurch ihren Helferstatus. In diesen Lehrgängen erlangen die angehenden Helfer allgemeine Grundlagen im Umgang mit Geräten. Sicherheitsmaßnahmen und Wissen über die Struktur und den Aufbau des THW werden aber auch vermittelt. Die Grundausbildung schließt mit einer Prüfung ab, die sich aus einem theoretischen und einem praktischen Prüfungsteil zusammensetzt. Ausbildungsinhalte und Prüfung sind in einer Prüfungsvorschrift geregelt. Für die Einsatzbefähigung ist zudem noch ein Impfschutz gegen Tetanus, Diphtherie, Hepatitis A und B sowie eine ärztliche Eingangsuntersuchung erforderlich. Ohne diese darf ein Helfer nicht im Einsatz tätig werden.
Nach erfolgreichem Abschluss der Grundausbildung werden die Helfer ihrer Verwendung innerhalb des Ortsverbandes zugeführt. Es schließt sich die Ausbildungsstufe 2 „Fachausbildung“ an, die mehrere Ausbildungsabschnitte kombiniert. Die Fachausbildung dient der Vorbereitung der Helfer auf ihre fachspezifischen Aufgaben in der Einsatzeinheit des THW und dauert i. d. R. 2 Jahre, in denen man schon an Einsätzen teilnimmt. Bestimmte Funktionen bedürfen weiterer gesonderter Ausbildung im Rahmen der Funktionsausbildung. Dies betrifft z. B. Sanitätshelfer, Kraftfahrer oder Maschinisten. Führer und Unterführer des THW werden im Rahmen der Führungsausbildung auf ihre Aufgaben vorbereitet. Die Auslandsausbildung schließlich dient der Ausbildung von Helfern, die für eine Auslandsverwendung in Frage kommen und umfasst auch Aspekte wie interkulturelle Kommunikation und Sicherheitsgrundsätze in Gefahrengebieten. Zudem müssen Helfer für die Befähigung zu Auslandseinsätzen einen erweiterten Impfschutz haben.
In Ausbildungsstufe 3 „Weiterbefähigung“ werden die Helfer nachhaltig fortgebildet, um den Wissensstand zu halten und Neuerungen weiterzugeben.
Die in den Ausbildungsstufen beschriebenen Ausbildungsnotwendigkeiten werden durch die Ausbildungssystematik sichergestellt. Durch die Standortausbildung wird grundsätzlich die Fachausbildung realisiert. Bereichsausbildungen dienen u. a. der ortsverbandsübergreifenden Ausbildung eines bestimmten Themengebietes (z. B. Sprechfunkerausbildung) und gleichartiger Funktionsträger (z. B. Zugführerfortbildung). Die schulische Ausbildung stellt die gesamte Palette der Fachbefähigung in Gänze oder in Ergänzung zu anderen Ausbildungsformen sicher. Das THW unterhält dazu drei Ausbildungszentren (früher Bundesschulen genannt). Im Bereich E-Learning gibt es ein interaktives und internetbasiertes Portal für Aus- und Fortbildung, Kommunikation, Einsatzvorbereitung, -durchführung und -nachbereitung. Es werden auch Lehrgänge an der Bundesakademie für Bevölkerungsschutz und Zivile Verteidigung in Bad Neuenahr-Ahrweiler, der DEULA in Nienburg und dem IBK Heyrothsberge durchgeführt.
Die Ausbildungssystematik sieht darüber hinaus weitere Ausbildungsformen sowie als besondere Ausbildungsform Übungen und Wettkämpfe als Abbildung der Einsatzrealität vor.
Das THW erhebt keinerlei Beiträge, erstattet Verdienstausfall sowie Fahrtkosten und versichert seine Helfer bei Ausbildung und Einsatz über die Unfallversicherung Bund und Bahn. Arbeits- und Einsatzschutzbekleidung wird dienstlich gestellt. Die Ausbildung in den Ortsverbänden sowie am Ausbildungszentrum ist für alle Helfer kostenlos.

## Selbstverständnis des THW
Da die Kriegsgefahr zwischen den damaligen NATO-Staaten und den Warschauer-Pakt-Staaten bestand und das geteilte Deutschland genau zwischen den beiden Hauptgegnern lag, musste neben dem Aufbau eigener Streitkräfte auch mit dem Aufbau des Zivil- und Katastrophenschutzes begonnen werden.
Damals war sich die Politik nicht einig, wie man die Zivilbevölkerung sinnvoll gegen die Gefahr schützen konnte. Die Aufstellung sogenannter Bergungszüge, die bei ABC-Angriffen eingesetzt werden sollten, war seinerzeit eine mögliche Option. So wären die Aufgaben des Technischen Hilfswerks vorrangig Bergungs- und Instandsetzungsoperationen während oder nach militärischen Angriffen gewesen. Große Teile der Infrastruktur, wie das Schienennetz, Telekommunikation und Energieversorgung, waren in staatlicher Hand und verfügten über einen eigenen Katastrophenschutz z. B. den Katastrophenschutz der deutschen Bundespost.
Die Wende und friedliche Revolution in der DDR brachte für das THW eine Reihe von Veränderungen: Das Ende des Kalten Krieges, der Beitritt der DDR zur Bundesrepublik Deutschland sowie die Privatisierung staatlicher Betriebe wären Gründe zur Auflösung des THW gewesen. Doch stattdessen wurden weitere Ortsverbände auf dem neuen Gebiet der Bundesrepublik Deutschland gegründet und die Einsatzkompetenzen erweitert. Die Umstrukturierung des THW Mitte der 1990er Jahre machte es zu einer modernen und flexiblen Einsatzorganisation, auf die sowohl der Staat als auch örtliche Behörden zugreifen können. Gründe für das Bestehen und den Ausbau des THW waren die guten Erfahrungen mit den Einsatzkräften, deren Führung und nicht zuletzt die Zehntausenden ehrenamtlich engagierten Frauen und Männer in den Ortsverbänden.
Heute kann das THW auf viele Einsätze im In- und Ausland zurückblicken. Auch in der örtlichen Gefahrenabwehr gibt es Vereinbarungen mit Polizei und Feuerwehr und jede Woche sind bundesweit die THW-Kräfte im Einsatz. Die Gründung der THW-Jugend zeigt, dass neben den Zivil- und Katastrophenschutzaufgaben das THW auch soziale Verantwortung in den jeweiligen Regionen übernimmt.

## Medien- und Kommunikationsarbeit des THW
Das THW hat mehrere Ebenen, auf denen aktive Organisationskommunikation betrieben wird. Bis zum 31. Dezember 2017 war der Pressesprecher des THW zugleich der Leiter des Sachgebietes Presse- und Öffentlichkeitsarbeit im Leitungsstab der THW-Leitung. Seit dem 1. Januar 2018 ist das Referat Medien- und Öffentlichkeitsarbeit (Abteilung EA) für die zentrale Öffentlichkeitsarbeit sowie Medienarbeit zuständig. Der Referatsleiter ist zugleich Pressesprecher im Leitungsstab und verantwortet unter Einbindung des Referates Medien- und Öffentlichkeitsarbeit die zentrale Presse- und Kommunikationsarbeit des THW. Hier wird die Presse- und Öffentlichkeitsarbeit für die Bundesanstalt THW mit ihren acht Landesverbänden koordiniert und abgestimmt ebenso wie mit der Pressestelle des Bundesinnenministerium. Die zweite Ebene stellt die der Landesverbände des THW dar. Hier gestaltet der Sachbearbeiter Kommunikation (Referat EA) in Abstimmung mit dem Landesbeauftragten und der THW-Leitung die Presse- und Öffentlichkeitsarbeit. Dazu zählt auch die Abstimmung mit den Regionalstellen im jeweiligen Landesverband. Zudem ist er Ansprechpartner für die Presse- und Öffentlichkeitsarbeit der Ortsverbände im Landesverband. Für den Auslandseinsatz des THW kann das Referat Ausland und das Sachgebiet Presse- und Öffentlichkeitsarbeit Media Officer, spezielle geschulte Auslandskräfte für die Medienarbeit, entsenden.
Die Ortsverbände gestalten ihre Presse- und Öffentlichkeitsarbeit in Abstimmung mit dem Landesverband und den Regionalstellen aus. Der Ortsbeauftragte und/oder der Beauftragte für Öffentlichkeitsarbeit (BÖ) verantworten hierbei die Umsetzung. Die Ortsverbände betreiben ebenfalls eigene Pressearbeit. Daneben kommunizieren die Vertreter des Ehrenamtes im THW (Landessprecher sowie Helfersprecher) über verschiedene Kanäle.
Das THW kommuniziert neben der klassischen Medienarbeit über verschiedene Social-Media-Plattformen, darunter Facebook und Twitter. Ebenfalls ist ein Auftritt auf Youtube vorhanden.
In den vergangenen Jahren hat das THW verschiedene Medien-, Öffentlichkeits- und Helferwerbungskampagnen realisiert. Darunter die Kampagne „Raus aus dem Alltag. Rein ins THW!“ mit einer eigenen Kampagnen-Website, aber auch die Medienaktion im Rahmen der Flüchtlingshilfe 2015 „Das THW zeigt Gesicht … und Du?!“. Auch Video- und Werbespots hat das THW für seine Kommunikationsarbeit produziert, darunter einen Spot, der von Manfred Lehmann, dem deutschen Synchronsprecher von Bruce Willis, vertont wurde.

## Leitsätze
Die Leitsätze, die jeden ehren- und hauptamtlichen Mitwirkenden in ihrem Verständnis, Verhalten und der Identifikation prägen sollen, lauten wie folgt:
1. Wir sind jederzeit bereit, in Deutschland und weltweit zu helfen.
2. Wir erfüllen unsere Aufgaben zielorientiert und pflichtbewusst.
3. Wir arbeiten zusammen, planen gemeinsam und entscheiden verantwortungsbewusst.
4. Wir legen Wert auf Ausbildung und Übungen.
5. Wir verhalten uns gefahrenbewusst und schützen uns gegenseitig.
6. Wir respektieren einander und verhalten uns vorbildlich; unsere Führungskräfte haben eine herausgehobene Verantwortung.
7. Wir kommunizieren gezielt, ehrlich und verständlich.
8. Wir bekennen uns zur Demokratie und dulden keine Diskriminierung.
9. Wir setzen uns für die Vielfalt unserer Gesellschaft auch im THW ein.
10. Wir begeistern junge Menschen für das THW und zur Übernahme von Verantwortung.
11. Wir setzen uns aktiv für das Kindeswohl ein und schützen die uns anvertrauten Kinder und Jugendlichen.[105]

## Sonstige Rezeption

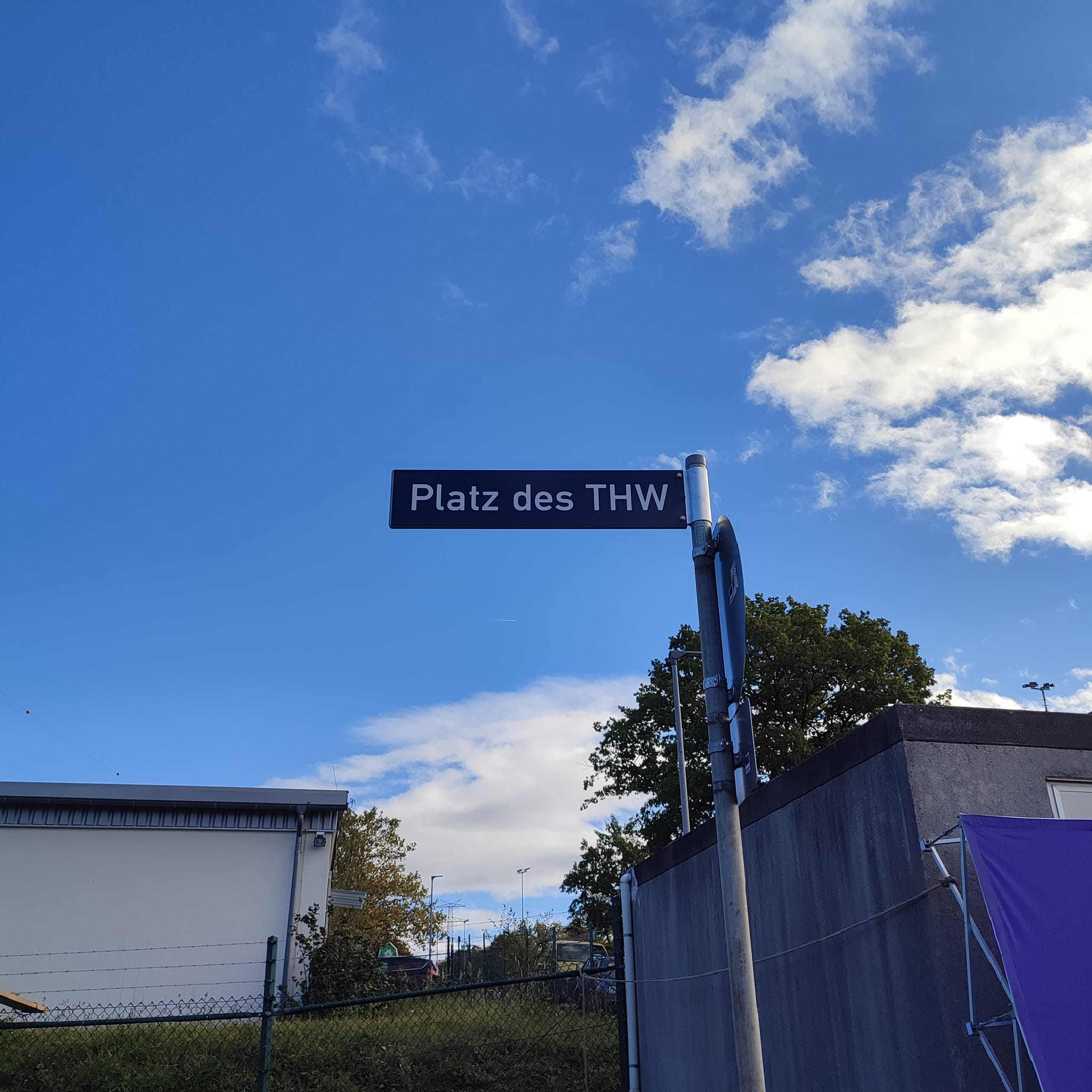
Straßenschild Platz des THW in Pforzheim

Das Technische Hilfswerk besetzte seit 2015 mehrfach und durchgehend den zweiten Platz des GemeinwohlAtlas Deutschland unter Leitung von Timo Meynhardt. Das Instrument versammelt eine Auflistung einflussreicher deutscher Unternehmen, Nichtregierungsorganisationen und öffentlicher Einrichtungen, die von einer wechselnd großen Stichprobe der deutschen Bevölkerung gemäß Likert-Skala nach ihrem subjektiven Beitrag zum Gemeinwohl (Aufgabenerfüllung, Zusammenhalt, Lebensqualität, Moral) bewertet werden.
Im April 2023 beschloss der Planungs- und Umweltausschuss des Pforzheimer Gemeinderats, die Wendeanlage vor der Unterkunft des Ortsverbands Pforzheim in den „Platz des THW“ umzubenennen. Hintergrund war die Initiative der örtlichen Helfervereinigung anlässlich des 70-jährigen Bestehen des Ortsverbandes.
Der Wirtschaftssoziologe Timo Wans hob 2023 den hohen Stellenwert des THW für die Gewährleistung der öffentlichen Daseinsvorsorge hervor. Allerdings betrachte die gegenwärtige gesetzliche Aufgabenstellung des THW Katastrophen weiter als Ausnahmen, was angesichts absehbarer Klimafolgen veraltet sei. Er schlug deshalb „transformative Hilfswerke“ vor, die auf lokaler Ebene nach ähnlichem Prinzip präventive Maßnahmen ergreifen und Wirtschaftskreisläufe auf entsprechende Herausforderungen vorbereiten sollten.

### Periodika
- Leitung der Bundesanstalt Technisches Hilfswerk: THW-Jahresbericht. Jährlich herausgegeben im Eigenverlag des THW
- Bundesamt für Bevölkerungsschutz und Katastrophenhilfe (Hrsg.): Bevölkerungsschutz. Magazin für Zivil- und Katastrophenschutz. Vierteljährlich erscheinende Zeitschrift (online als PDF erhältlich)
- Bundesgeschäftsstelle der THW-Jugend e. V.: Jugend-Journal. Das THW-Jugendmagazin. Halbjährlich erscheinende Zeitschrift (online als PDF erhältlich)
- Der THW-Landesbeauftragte für Bayern (Hrsg.): THW Journal Bayern. Drei- bis viermal pro Jahr erscheinende Zeitschrift (online als PDF erhältlich)

### Einzeldarstellungen
- Karl-Heinz Amft: Das Technische Hilfswerk: Informationen über Aufbau und Arbeit. Hrsg.: Bundesanstalt Technisches Hilfswerk. Boorberg, Stuttgart u. a. 1993, ISBN 3-415-01829-6.
- Peter Lohmann (Hrsg.): Einsatz! Von Bremen bis Somalia – 60 Jahre Technisches Hilfswerk (THW) in Bremen. Herausgegeben von der THW-Landeshelfervereinigung Bremen e. V., Bremen 2012, ISBN 978-3-937692-07-4.
- Rainer Schwierczinski: Das THW im Bundesamt für Zivilschutz. In: 50 Jahre Zivil- und Bevölkerungsschutz in Deutschland (Festschrift). BBK, Bonn 2008, ISBN 978-3-939347-13-2, S. 38–46 (bund.de [PDF]).
- Gernot Wittling: Bevölkerungsschutz im 21. Jahrhundert: Ergebnisse eines Internationalen Symposiums aus Anlass des Fünfzigjährigen Bestehens der Bundesanstalt Technisches Hilfswerk. Verlagsgesellschaft Stumpf & Kossendey, Edewecht 2001, ISBN 3-932750-66-7.
- Gernot Wittling (Hrsg.): Wir Helfen. Das THW – Gestern – Heute – Morgen. Eigenverlag des THW, Bonn 2000, ISBN 3-00-006667-5.